# Sibylle-Christine d'Anhalt-Dessau
Sibylle-Christine d'Anhalt-Dessau (Dessau, 11 juillet 1603 – Hanau, 21 février 1686), était par la naissance membre de la Maison d'Ascanie et princesse d'Anhalt-Dessau. Au travers de ses deux mariages, elle est devenue comtesse de Hanau-Münzenberg et Hanau-Lichtenberg.
Sibylle-Christine était la sixième fille de Jean-Georges Ier d'Anhalt-Dessau, mais la troisième fille de sa seconde épouse Dorothée, fille de Jean-Casimir du Palatinat.

## Biographie
A Dessau, le 26 décembre 1627 Sybille-Christine a épousé Philippe-Maurice de Hanau-Münzenberg. Ils ont eu cinq enfants, 2 fils et 3 filles, mais tous, à l'exception de l'aîné, Philippe-Louis III de Hanau-Münzenberg, sont morts avant leur première année de vie.
Après la mort de son mari, en 1638, elle a agi en tant que régente au nom de son fils Philippe Louis III. Après la mort prématurée de son fils en 1641, Sybille-Christine s'est installée au château de Steinau à Steinau an der Straße.
Philippe Louis III a été remplacé par son cousin Jean-Ernest (un cousin de son père et le dernier survivant mâle de la branche de Hanau-Münzenberg); toutefois, il est mort en 1642, célibataire et sans enfants. Son successeur était Frédéric-Casimir, chef de la branche luthérienne de la famille de Hanau-Lichtenberg.
L'accession au pouvoir de Frédéric Casimir a eu lieu au cours de la Guerre de Trente Ans, qui l'a laissé dans une situation financière délicate. Comme la comtesse douairière, Sibylle Christine avait des biens importants et pour réduire ses propres dépenses et éviter les problèmes financiers, elle et Frédéric Casimir se sont mariés le 13 mai 1647. Cette union avec la comtesse douairière a eu pour effet de calmer les sujets de Frédéric Casimir à Hanau-Münzenberg qui regardait le nouveau comte luthérien avec suspicion. Le mariage est demeuré sans enfants en raison de la grande différence d'âge entre les époux: Sybille Christine avait 20 ans de plus que Frédéric-Casimir. L'union a été caractérisée par d'autres différences ainsi, en partie parce que Frédéric Casimir a compté sur les biens propres de sa femme pour subventionner ses habitudes de dépenses.
Après la mort de son second mari en 1685, Sibylle-Christine se retira de nouveau à elle, au château de Steinau. Elle y mourut un an plus tard, et a été enterré le 25 mars 1686 à le caveau de la famille de la Marienkirche de Hanau.